# نك جيج
نك جيج (بالإنجليزية: Nick Gage)‏ هو مصارع محترف أمريكي، ولد في 22 سبتمبر 1980.

## وصلات خارجية
- نيك كيج على موقع WrestlingData.com (الإنجليزية)
- نيك كيج على موقع CageMatch worker (الإنجليزية)
- نيك كيج على موقع قاعدة بيانات المصارعة على الإنترنت (الإنجليزية)
- نيك كيج على موقع عالم المصارعة على الإنترنت (الإنجليزية)

- نيك كيج على موقع IMDb (الإنجليزية)
- نيك كيج على موقع قاعدة بيانات الفيلم (الإنجليزية)